# Odontocera dice
Odontocera dice är en skalbaggsart som beskrevs av Newman 1841. Odontocera dice ingår i släktet Odontocera och familjen långhorningar. Inga underarter finns listade i Catalogue of Life.